# Борош, Адам

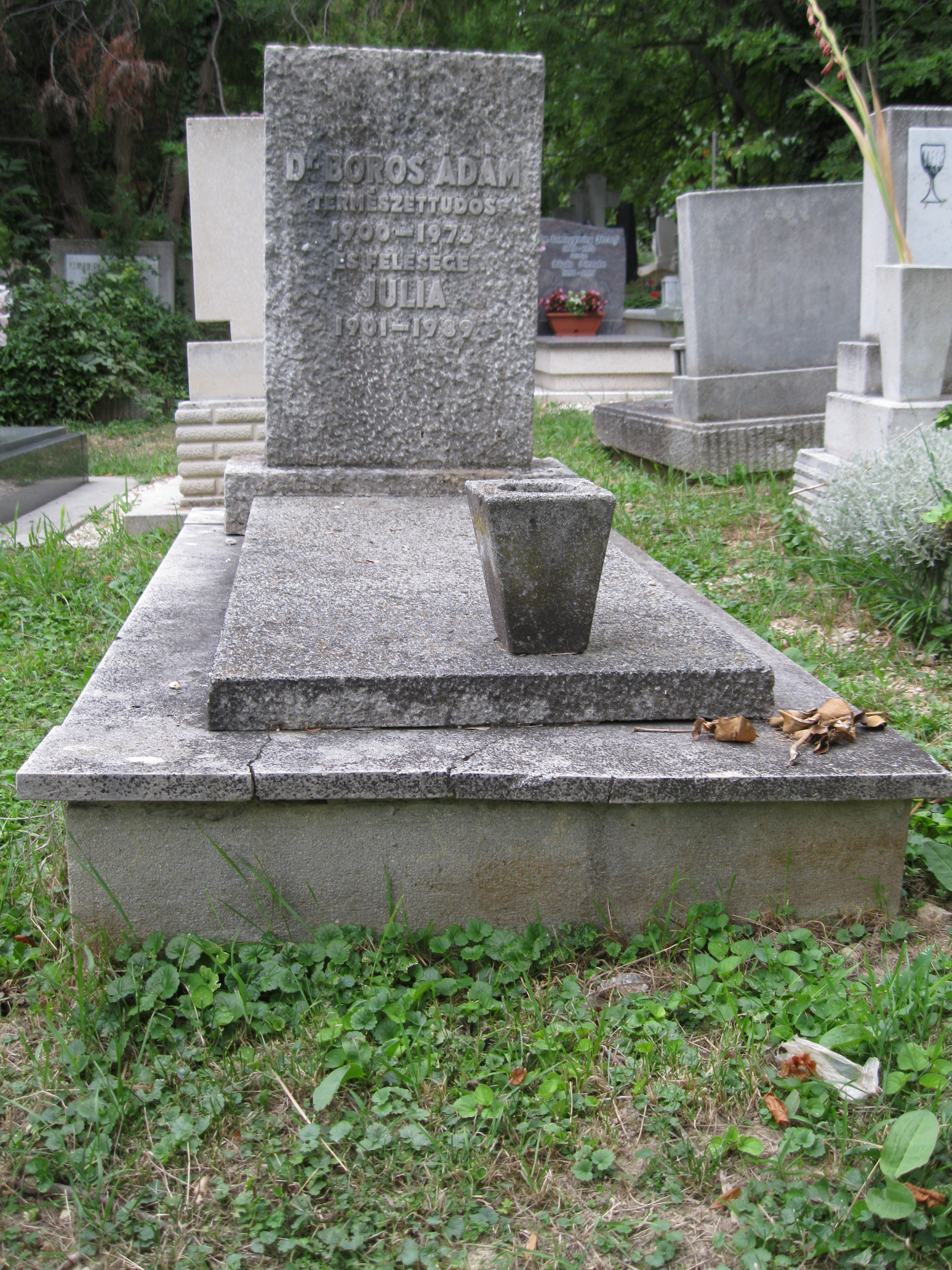
Могила Бороша

 Адам Борош (венг. Boros Ádám; 19 ноября 1900 — 2 января 1973) — венгерский ботаник, бриолог. Директор Научно-исследовательского института лекарственных растений Венгрии (1945—1957). В 1918—1922 годах обучался в Будапешстком университете .

## Основные направления научных исследований
- исследование флоры Венгрии и территорий, которые в разные периоды входили в состав Венгрии;
- внедрение в культуру дикорастущих лекарственных растений;
- исследования бриофлоры Венгрии
- в 1943−1944 гг. осуществлял детальное исследование флоры юго-восточной части Закарпатской области (тогдашнего Марамороского комитата) Украины.

## Признание
- почётный член Венгерского природоведческого общества (1946);
- почётный член Британского бриологичного общества (1966);
- почётный доктор университета Мендосы (Аргентина) (1974);
- последнее время в Венгрии основано Премию им. Адама Бороша, которой ежегодно награждаются учёные или научные периодические издания за наиболее весомый вклад в ботаническую науку Венгрии.

## Избранные публикации
- Boros Á. Közép-és Nyugatmagyarország Sphagnum-lápjai növényföldrajzi szempontból / / A Debreczeni Tisza István tudományos társaság honismertető bizottságának kiadványai .- 1925—1926 .- II kötet, 5 fűzet .- P. 3-26. (Proceedings of the committee for the home geographical researches of the count Stephen Tisza scientifical society of Debrecen)
- Boros Á. A bustyaházai Csere-erdő florája / / Scripta Bot. Musei Transsilvanici, Cluj .- 1944 .- Vol. 3 .- P. 15-20.

## Некоторые виды растений, описанные учёным
- Funaria hungarica Boros
- Cyndrichia mongolica Boros
- Hieracium praebiharicum Boros
- Marsupella hungarica Boros et Vajda

## Виды растений, названные именем учёного
- Rosa borosiana Degen
- Pinus borosianus Lyka
- PULSATILLA borosiana Wagner
- Melampyrum borosianum Soó
- Mentha borosiana Trautmann
- Sorbus borosianus Kárpáti Z.
- Placidum Adami Borosi Szatala.